# Hermann Kurz

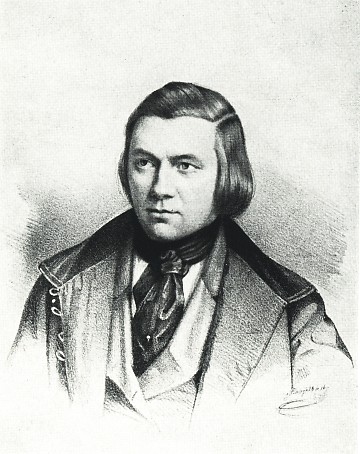
Hermann Kurz.

Hermann Kurz, född 30 november 1813 i Reutlingen, död 10 oktober 1873 i Tübingen, var en tysk författare. Han var far till Isolde Kurz.
Kurz började som lyriker i Ludwig Uhlands stil för att senare övergå till historiska skildringar som Schillers Heimatjahre (1843), Der Sonnenwirt (3 band, 1855), Der Weihnachtfund (1855), Erzählungen (3 band, 1856-61), som visar på påverkan från Wilhelm Hauff. Han översatte även verk av Ludovico Ariosto, Cervantes, William Shakespeare, Lord Byron och Thomas Moore. Kurz' Sämmtliche Werke utkom i 12 band 1904.